# Landschaftsschutzgebiet Tal südlich Rieperturm
Das Landschaftsschutzgebiet Tal südlich Rieperturm mit 4 ha Flächengröße liegt östlich von Lemgo. Es wurde 2009 mit dem Landschaftsplan Lemgo durch den Kreistag des Kreises Lippe als Landschaftsschutzgebiet (LSG) ausgewiesen.

## Beschreibung
Das LSG umfasst ein 700 Meter langes naturnahes Kerbtal mit einem zeitweise wasserführenden Bach. In der nördlichen Hälfte des Schutzgebietes befindet sich ein naturnaher Laubwald mit Waldmeister-Buchenwald mit einigen älteren Bergahornen auf den steilen Hangflächen und -schultern des Kerbtals. Am Bach steht ein Bach-Erlen-Eschenwald. In der südlichen Hälfte des Schutzgebietes befindet sich Grünland. An der Hangkanten des Kerbtals stehen abschnittsweise Schlehen-Weißdorn-Gebüsch. Zwei temporär wasserführende Tümpel, teils mit Röhricht, liegen am Bach.

## Schutzzwecke für das LSG
Laut Landschaftsplan erfolgte die Ausweisung des LSG
- „zur Erhaltung und Wiederherstellung der Leistungsfähigkeit des Naturhaushaltes in ökologisch besonders wertvoll strukturierten Bereichen mit Wasser-, Klima- und Biotopschutzfunktionen,“
- „zur Erhaltung und Wiederherstellung von Quellbereichen und naturnahen Fließgewässern, Wald- und Grünlandbereichen unterschiedlicher Feuchtestufen, Feldgehölzen, Hecken und Obstwiesen,“
- „zur Erhaltung morphologisch ausgeprägter Bereiche zur Sicherung der landschaftlichen Eigenart und Vielfalt für die Erholung,“
- „zur Erhaltung wertvoller Biotopkomplexe aus Wald-Grünlandbereichen, Fließgewässern und Quellen sowie Biotopen nach § 62 LG mit wichtigen Refugial-, Puffer-, Trittstein- und Vernetzungsfunktionen,“
- „zur Erhaltung und Wiederherstellung wichtiger Rückzugsräume für die bedrohte Tier- und Pflanzenwelt,“
- „zur Sicherung der das Orts- und Landschaftsbild gliedernden und belebenden und die dörflichen Siedlungsstrukturen prägenden Freiraumelemente.“[1]

## Rechtliche Vorschriften
Im Landschaftsschutzgebiet ist unter anderem das Errichten von Bauten und Fischteichen verboten. Grün- und Brachland darf nicht in eine andere Nutzungsart umgewandelt oder umgebrochen werden.